# Christian Siegfried von Krosigk
Christian Siegfried von Krosigk (* 4. Januar 1700; † 18. Juni 1757 bei Kolin) war ein preußischer Generalmajor, Kommandeur des Dragonerregiments Nr. 5 sowie Erbherr auf Hohnsdorf.

## Leben

### Herkunft
Seine Eltern waren der fürstlich-anhaltinische Landrat Aribert Siegfried von Krosigk (1665–1707) – ein Sohn von Georg Aribert von Krosigk – und dessen Ehefrau Susanne Katharina von Bodenhausen aus dem Hause Görzig. Sein Bruder Vollrath Lebrecht von Krosigk (1694–1762) war Erbherr der Stammgüter Sandersleben und Beesedau.

### Militärkarriere
Nach dem frühen Tod seiner Eltern war Krosigk mit sieben Jahren Vollwaise. Er begann seine Ausbildung auf dem Gymnasium in Halle und kam dann auf das Anhaltinische Gymnasium in Zerbst, das er 1716 abschloss. Er ging dann kurz zur Universität in Frankfurt an der Oder, aber schon im Oktober 1717 kam er als Fahnenjunker in das Infanterie-Regiment Nr. 3 (Alt-Anhalt). Kurz danach holte ihn Prinz Wilhelm Gustav von Anhalt-Dessau in sein Kürassier-Regiment „Anhalt“. Dort wurde er am 7. September 1717 Kornett, am 7. Oktober 1724 Leutnant und am 30. Juni 1729 Stabsrittmeister. Am 21. Juni 1734 erhielt er eine eigene Kompanie. Er wurde auf Werbung geschickt und ging dann als Freiwilliger mit auf den Rheinfeldzug von 1734. 1737 war er wieder bei seinem Regiment. Während des Ersten Schlesischen Krieges wurde er 1741 in das Lager bei Brandenburg kommandiert, und als dieses am 4. Dezember 1741 aufgelöst wurde, wurde er zum Major befördert.
Während des Zweiten Schlesischen Krieges wurde er am 5. August 1745 zum Oberstleutnant ernannt und kam zur Armee des Fürsten von Anhalt-Dessau. Als es am 15. Dezember 1745 zur Schlacht bei Kesselsdorf kam, war der Regimentschef bei der Armee des Königs und Oberst von Below schwer erkrankt. So führte Krosigk das Regiment auf dem rechten Flügel des ersten Treffens unter dem Kommando von General Kyaw. Bei dem Angriff verlor er sein Pferd, seinen Hut und seine Perücke. Er hielt sich aber tapfer und wurde von Friedrich II. dafür mit dem Pour le Mérite ausgezeichnet. Am 13. Juli 1749 wurde er zum Oberst befördert.
Während des Siebenjährigen Krieges kämpfte er am 1. Oktober 1756 in der Schlacht bei Lobositz; am 3. Oktober 1756 wurde er zum Generalmajor ernannt. In der Schlacht bei Prag war er beim Korps des Prinzen Moritz von Anhalt-Dessau, das über die Moldau ging, um den Österreichern in den Rücken zu fallen. Am 18. Juni 1757 war er in der Schlacht bei Kolin Kommandeur einer Brigade von drei Regimentern. Es gelang ihnen, die feindliche Kavallerie zu besiegen, aber Krosigk erhielt zwei schwere Säbelhiebe gegen den Kopf und wurde dann von einer Kanonenkugel tödlich getroffen.